# Pálóczi Gyula
Pálóczi Gyula (Szamosbecs, 1962. szeptember 13. – 2009. január 29.) fedett pályás Európa-bajnok, Európa-bajnoki ezüstérmes magyar atléta. 
Pályafutása során a nyíregyházi NYVSSC, a TBSC és a Budapest Honvéd színeiben versenyzett. Nyolcszoros magyar bajnok, hármasugrásban ötször (1988, 1989, 1990, 1993, 1994), távolugrásban háromszor (1984, 1986, 1990) nyert országos bajnoki címet. Utóbbi versenyszámban kétszer nyert érmet fedett pályás Európa-bajnokságon, az Európai Atlétikai Szövetség a "valaha volt legjobb magyar ugróatlétának" nevezte.

## Sportpályafutása

### Távolugrás
Pálóczi Gyula Szamosbecsen született, majd általános iskolai tanulmányait Csengerben, középiskolai tanulmányait pedig a Vasvári Pál Gimnáziumban, Nyíregyházán végezte. Itt lett edzője Sigér Zoltán, akinek irányításával junior Európa-bajnokságon távol- és hármasugrásban is ötödik helyezést ért el.
Első nemzetközi felnőtt versenye a Budapesten rendezett 1983-as fedett pályás Európa-bajnokság volt, ahol 7,90 méteres ugrással ezüstérmet nyert, 5 cm-rel elmaradva honfitársától, Szalma Lászlótól. Az 1983-as atlétikai világbajnokságon nem jutott be a döntőbe. Az 1984-es olimpiát a szocialista tömbbe tartozó, illetve velük szoros gazdasági kapcsolatban lévő országok bojkottálták, így Pálóczi sem vehetett részt a versenyen.
1985-ben, a fedett pályás Európa-bajnokságon aranyérmet nyert Szalma László és a bronzérmes Sergey Layevskiy előtt. A verseny során az első négy helyezettet két centiméter választotta el egymástól. Augusztusban 8,22-es egyéni csúcsot ugrott Budapesten. A hazai rendezésű 1988-as fedett pályás atlétikai Európa-bajnokságon hetedik helyen végzett. Pályafutása során Szalma Lászlóval és Almási Csabával rivalizált a hazai és nemzetközi versenyeken.

### Hármasugrás
Pályafutása kései részében a hármasugrásra összpontosított. Ötször nyert országos bajnoki címet, legnagyobb riválisai Bakosi Béla és Czingler Zsolt voltak. 1993-ban Tatán érte el 16,79 méteres egyéni csúcsát, amely a mai napig az örökranglista második helyén áll. Az 1993-as világbajnokságon indult ebben a versenyszámban, de nem jutott a döntőbe.
Pálóczi magasugrásban is versenyzett, rekordja 2,11 méter volt.

## Halála
2009. január 29-én hunyt el, 46 éves korában. Halálát követően vándorserleget neveztek el róla, a díjat minden évben a legjobb U23-as korosztályú távolugró veheti át.

### Rekordok
| Dátum | Verseny                                | Helyszín | Eredmény | Versenyszám | Távolság |
| ----- | -------------------------------------- | -------- | -------- | ----------- | -------- |
| 1983  | 1983-as fedett pályás Európa-bajnokság | Budapest | Ezüst    | távolugrás  | 7,90 m   |
| 1985  | 1985-ös atlétikai világjátékok         | Párizs   | Ezüst    | távolugrás  | 7,94 m   |
| 1985  | 1985-ös fedett pályás Európa-bajnokság | Pireusz  | Arany    | távolugrás  | 8,15 m   |

### Egyéni legjobb eredményei
|             |          |          |                    |
| Versenyszám | Távolság | Helyszín | Dátum              |
| magasugrás  | 2,11 m   |          |                    |
| távolugrás  | 8,25 m   | Budapest | 1995. augusztus 4. |
| hármasugrás | 16,87 m  |          | 1993               |

## További információ
- A Nemzetközi Atlétikai Szövetség honlapján